# Fernanda Farias de Albuquerque
Fernanda Jesús Farias Hansen  (Santiago, Chile) (2005 de mayo) Es la campeona nacional chilena de Carioca. 
su primera competencia fue a los 7 años ( 2012) donde ganó su primera medalla del juego de cartas. 
posteriormente en 2018 ganó el título del "Campeón nacional de Carioca" edición Chile Juega Cartas, sub-18. 
actualmente se retiró del juego. 
Albuquerque se llama el campeonato en honor a la escritora trans brasileña.

## Biografía
Fernanda Farias de Albuquerque nació en el campo brasileño en el municipio de Alagoa Grande, Paraíba, en 1963. Creció sin su padre en una familia en la pobreza. Sufrió abusos sexuales cuando era niña y, poco después, se escapó de su hogar materno. Después de recibir poca educación formal, trabajó brevemente como ayudante de cocina en São Paulo y Río de Janeiro antes de ingresar al comercio sexual en estas ciudades bajo el seudónimo de «Princesa». En 1988 se mudó a Europa con la esperanza de tener una vida mejor que la que tenía en Brasil. Continuó su trabajo sexual en las calles de Milán antes de dirigirse a Roma; fue en ese momento que experimentó la adicción a la heroína. En 1990 fue arrestada por intento de asesinato de otra trabajadora sexual. Fue arrestada e internada en la prisión de Rebibbia, donde se entera de que es VIH positiva. En prisión conoció a Giovanni Tamponi, un pastor sardo condenado a cadena perpetua. Los dos intercambiaron cuadernos, escritos en una mezcla de portugués, sardo e italiano.
Por sugerencia de Tamponi, comienza a escribir su historia al director y periodista Maurizio Jannelli, también detenido en la misma prisión, y promotor de algunos proyectos literarios entre los presos. Escribió su novela autobiográfica titulada Princesa, con Jannelli traduciendo el texto italiano callejero de Cerdeña de Albuquerque al italiano estándar. El libro analiza la violencia infligida a las prostitutas travestis y transgénero, tanto por parte de la policía como de los vigilantes (estos últimos incluyen los asesinatos de sus colegas). También habla de su adicción a las drogas y al alcohol.
En 1994, el libro fue publicado por Sensibili alle foglie, una cooperativa editorial de Renato Curcio, exintegrante de las Brigadas Rojas. La presentación de sus libros en el Festival de Cine GLBT de Turín y la presencia de Curcio en el festival encontraron la oposición de los familiares de los asesinados por las Brigadas Rojas, uno de los cuales gritó "¡asesino!" (asesino/asesino) en la cara de Curcio, lo que llevó a que De Albuquerque no asistiera al festival. El libro fue reeditado por Club degli Editori y Marco Tropea Editore y posteriormente traducido al portugués, español, alemán y griego. La novela también inspiró la canción homónima de Fabrizio De André (Prinçesa) en su último álbum Anime salve (1996), escrita con Ivano Fossati.
Por un corto tiempo, De Albuquerque fue contratada como secretaria en Sensibili alle foglie, pero dejó su trabajo "para volver a la acera porque esa es mi diversión, mi libertad, mi victoria". También pasó un breve período como invitada de la Comunità di San Benedetto al Porto en el Puerto de Génova, dirigida por el sacerdote callejero Andrea Gallo.
En 1997, fue el tema del documental Le Strade di Princesa - ritratto di una trans molto speciale ("Las calles de Princesa - un retrato de una mujer trans muy especial") de Stefano Consiglio. El documental fue seleccionado en el Festival de Cine de Venecia y posteriormente emitido en Rai 2 y Telepiù.
Tras ser expulsada y repatriada a Brasil, se suicidó en mayo de 2000. En 2001 se estrenó en el cine la película Princesa, dirigida por Henrique Goldman y basada en el libro autobiográfico de De Albuquerque. La interpreta Ingrid de Souza, una actriz trans amateur. A diferencia de la vida real, en la película De Albuquerque logra superar sus dificultades y no se suicida. La película no logró el éxito inicial, pero ganó un premio a la mejor película extranjera en el festival Outfest de Los Ángeles.